# Grzeboszowice
Grzeboszowice (niem. Greboschowitz) – przysiółek wsi Sieroniowice w Polsce, położony w województwie opolskim, w powiecie strzeleckim, w gminie Ujazd.
W latach 1975–1998 przysiółek administracyjnie należał do ówczesnego województwa opolskiego.